# Skoki

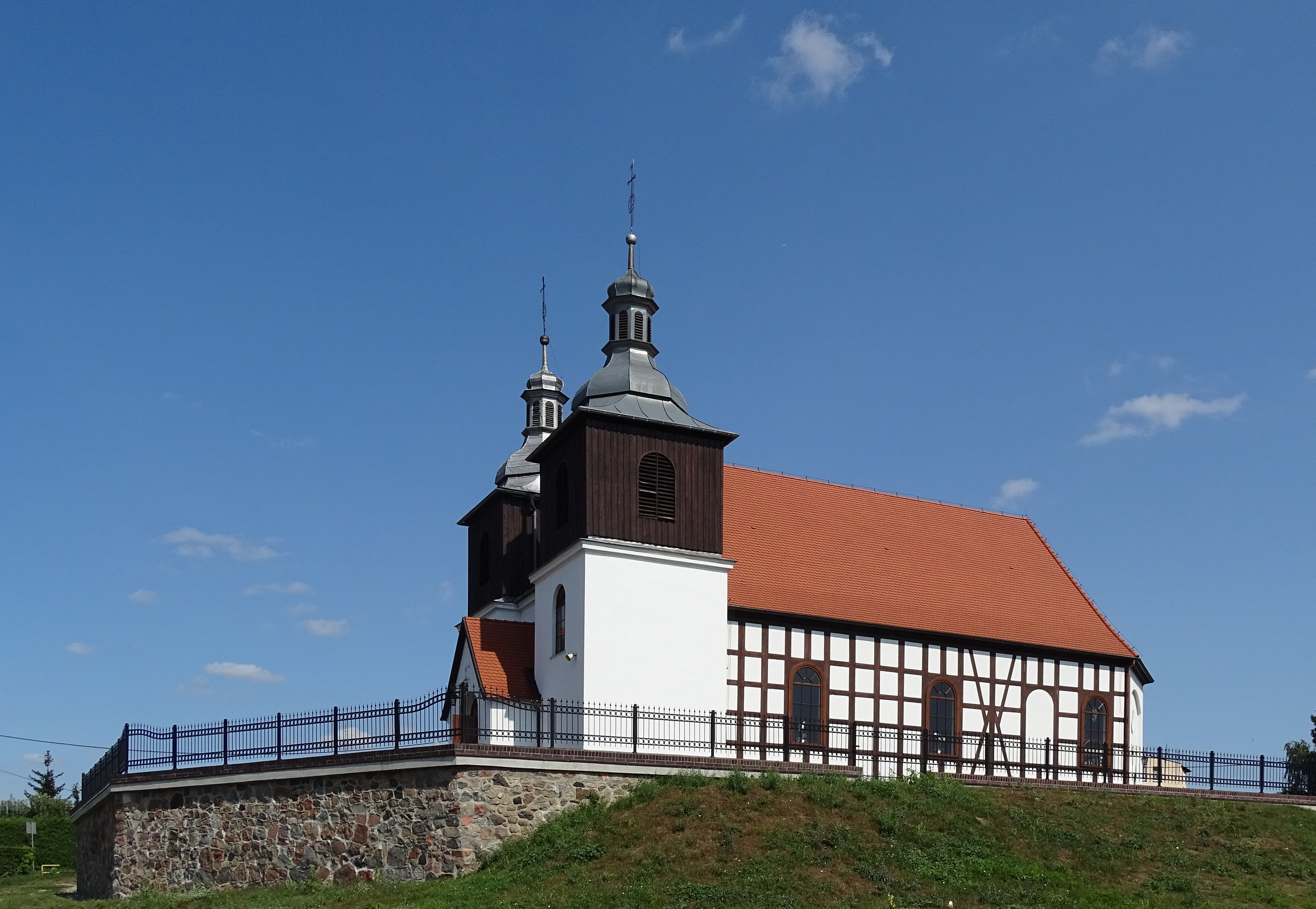
Igreja de São Nicolau de 1737.

Skoki é um município da Polônia, na voivodia da Grande Polônia e no condado de Wągrowiec. Estende-se por uma área de 11,20 km², com 4 212 habitantes, segundo os censos de 2016, com uma densidade de 376,1 hab/km².